# إنكا غارثيلاسو دي لا فيغا
هذه الصفحة تتحدث عن المؤرخ البيروفي، إن أردت الجندي والكاتب أنظر غارسيلاسو دي لا فيغا
غارسيلاسو دي لا فيغا، (بالإسبانية: Garcilaso de la Vega) المعروف باسم إنكا (1535 – 1616)، هو مؤرخ بيروفي ولد في كوزكو. أبوه هو سيباستيانو غارسيلاسو (مات 1559)، كان طالبا عسكريا من عائلة لا فيغا الشهيرة، والذي ذهب إلى بيرو في حاشية بيدرو دي ألفارادو، وأمه كانت من أحد أفراد العائلة المالكة البيروفية، وهو أمر كان يفخر به كثيرا فمنحه هذا لقب إنكا الذي دعي به دائما (ودعا نفسه به). وفي حوالي العام 1560 انتقل إلى إسبانيا، وشارك في الحروب ضد المسلمين، ولكنه أصبح هدفا لكراهية فيليب الثاني وسجن في بلد الوليد. ومات في قرطبة في عام 1616. وكان طالبا مجتهدا في لغة وتقاليد أسلافه من أمه، فترك غارسيلاسو عملا ثمينا عن التاريخ البيروفي؛ الجزء الأول، بعنوان الملاحظات الحقيقية المتعلقة بأصل الإنكا (بالإسبانية: Comentarios reales que tratan del origen de los Yncas)، نشر أولا في لشبونة في عام 1609، والجزء الثاني بعنوان التاريخ العام للبيرو (بالإسبانية: Historia general del Peru) نشر في عام 1617.
يعد تاريخه مصدرا اعتمد عليه جميع الكتاب اللاحقين عن هذا الموضوع، وما زال أحد المصادر الرئيسية على بيرو القديمة. ونشرت ترجمة إنجليزية من قبل السير بول رايكوت في عام 1688؛ وكذلك ترجمه السير كليمينتس ماركهام لصالح جمعية هالكوت وكان هذا أحد أوائل أعماله (لندن، 1869 -71)؛ وترجم الكتاب أيضا إلى الفرنسية. كتب غارسيلاسو أيضا عن تاريخ فلوريدا وكذلك عن تاريخ الوالي هرناندو دي سوتو (لشبونة، 1605، وثانية مدريد، 1723). طبعت أعماله في سبعة عشر مجلدا نشرت في مدريد في عام 1800.

## الحياة
ولد غوميز سواريز دي فيغيروا في كوسكو، البيرو، عام 1539، كان الابن الطبيعي للفاتح الإسباني وأم إنكا الملكية.

## السفر إلى إسبانيا
وصل سواريز دي فيغيروا إلى إسبانيا عام ١٥٦١ بينما كانت المعارك لا تزال دائرة في وطنه تحت الاحتلال. ربما درس اللاتينية في إشبيلية على يد بيدرو سانشيز دي هيريرا. ولم يحقق الإسبان نصرهم النهائي إلا في عام 1572. فسافر إلى مونتيلا، حيث التقى بشقيق والده، ألونسو دي فارغاس، الذي عمل كحامي للشاب وساعده في طريقه. وسرعان ما سافر الشاب إلى مدريد للحصول على اعتراف رسمي بأنه ابن والده من التاج، وقد سُمح له بأخذ اسم جارسيلاسو دي لا فيغا.

## روابط خارجية
- إنكا غارثيلاسو دي لا فيغا على موقع الموسوعة البريطانية (الإنجليزية)